# Agustín Maziero
Agustín Maziero (n. Luis Palacios, Argentina; 27 de noviembre de 1997) es un futbolista argentino. Se desempeña como delantero y su equipo actual es Orense Sporting Club de la Serie A de Ecuador.

## Carrera
Desarrolló su trayectoria en el fútbol infantil en el Club Atlético El Porvenir del Norte de San Jerónimo Sud, incorporándose a las divisiones juveniles de Rosario Central a la edad de 13 años. Con características de delantero veloz, potente y con buen juego aéreo, en su paso por los campeonatos de divisiones inferiores de AFA, de 9.ª a 4.ª división, marcó 35 goles en 109 partidos.
Durante 2017 debutó en reserva, jugó tres encuentros en el torneo regional Copa Santa Fe en la cual Central se coronó campeón y debutó en la Primera División 2017-18 de la mano del entrenador Leonardo Fernández. Su primer partido en la máxima categoría fue la victoria canalla ante Boca Juniors el 26 de noviembre por 1-0, remplazando al autor del tanto Marco Ruben. Sobre fines de año firmó su primer contrato como profesional. En 2018 tuvo gran protagonismo en el cotejo del 16 de marzo ante Chacarita Juniors al ingresar con el encuentro igualado en uno y convertir dos goles para el triunfo de su equipo.
Luego de algunas posibilidades de emigrar, a mediados de año fue confirmado en la primera plantilla de Central.

## Clubes
| Club                 | País      | Año       |
| -------------------- | --------- | --------- |
| Rosario Central      | Argentina | 2017-2018 |
| Magallanes           | Chile     | 2019      |
| Sportivo Las Parejas | Argentina | 2019      |
| Lori F. C.           | Armenia   | 2020      |
| Sahab SC             | Jordania  | 2020-2021 |
| Nueva Chicago        | Argentina | 2021-2022 |
| Cumbayá F. C.        | Ecuador   | 2023      |
| Orense               | Ecuador   | 2024-act. |

## Estadísticas
Actualizado al último partido disputado el 26 de mayo de 2024.
| Club                           | Div.          | Temporada     | Liga  | Liga  | Copas provinciales | Copas provinciales | Copas nacionales | Copas nacionales | Copas internacionales | Copas internacionales | Total | Total |
| Club                           | Div.          | Temporada     | Part. | Goles | Part.              | Goles              | Part.            | Goles            | Part.                 | Goles                 | Part. | Goles |
| ------------------------------ | ------------- | ------------- | ----- | ----- | ------------------ | ------------------ | ---------------- | ---------------- | --------------------- | --------------------- | ----- | ----- |
| Rosario Central Argentina      | 1.ª           | 2017-18       | 3     | 2     | 3                  | 0                  | 0                | 0                | 0                     | 0                     | 6     | 2     |
| Rosario Central Argentina      | 1.ª           | 2018-19       | 2     | 0     | 2                  | 0                  | 0                | 0                | 0                     | 0                     | 4     | 0     |
| Rosario Central Argentina      | Total club    | Total club    | 5     | 2     | 5                  | 0                  | 0                | 0                | 0                     | 0                     | 10    | 2     |
| Magallanes · Chile             | 2.ª           | 2019          | 1     | 0     | —                  | —                  | 0                | 0                | —                     | —                     | 1     | 0     |
| Magallanes · Chile             | Total club    | Total club    | 1     | 0     | 0                  | 0                  | 0                | 0                | 0                     | 0                     | 1     | 0     |
| Sportivo Las Parejas Argentina | 3.ª           | 2019          | 10    | 0     | —                  | —                  | 0                | 0                | —                     | —                     | 10    | 0     |
| Sportivo Las Parejas Argentina | Total club    | Total club    | 10    | 0     | 0                  | 0                  | 0                | 0                | 0                     | 0                     | 10    | 0     |
| Lori F. C. Armenia             | 2.ª           | 2019-20       | 7     | 2     | —                  | —                  | —                | —                | —                     | —                     | 7     | 2     |
| Lori F. C. Armenia             | Total club    | Total club    | 7     | 2     | 0                  | 0                  | 0                | 0                | 0                     | 0                     | 7     | 2     |
| Nueva Chicago Argentina        | 2.ª           | 2021          | 13    | 3     | —                  | —                  | 0                | 0                | —                     | —                     | 13    | 3     |
| Nueva Chicago Argentina        | 2.ª           | 2022          | 29    | 1     | —                  | —                  | 0                | 0                | —                     | —                     | 29    | 1     |
| Nueva Chicago Argentina        | Total club    | Total club    | 42    | 4     | 0                  | 0                  | 0                | 0                | 0                     | 0                     | 42    | 4     |
| Cumbayá F. C. · Ecuador        | 1.ª           | 2023          | 30    | 6     | —                  | —                  | —                | —                | —                     | —                     | 30    | 6     |
| Cumbayá F. C. · Ecuador        | Total club    | Total club    | 30    | 6     | 0                  | 0                  | 0                | 0                | 0                     | 0                     | 30    | 6     |
| Orense · Ecuador               | 1.ª           | 2024          | 8     | 0     | —                  | —                  | 0                | 0                | —                     | —                     | 8     | 0     |
| Orense · Ecuador               | Total club    | Total club    | 8     | 0     | 0                  | 0                  | 0                | 0                | 0                     | 0                     | 8     | 0     |
| Total carrera                  | Total carrera | Total carrera | 103   | 14    | 5                  | 0                  | 0                | 0                | 0                     | 0                     | 108   | 14    |

## Palmarés

### Torneos regionales
| Equipo               | Federación  | País      | Título        | Año  |
| -------------------- | ----------- | --------- | ------------- | ---- |
| Rosario Central      | Santafesina | Argentina | Copa Santa Fe | 2017 |
| Sportivo Las Parejas | Santafesina | Argentina | Copa Santa Fe | 2019 |

### Torneos nacionales
| Equipo          | Federación | País      | Título         | Año  |
| --------------- | ---------- | --------- | -------------- | ---- |
| Rosario Central | AFA        | Argentina | Copa Argentina | 2018 |